# گره کوه
 روستای گره کوه   (GEREHKUH) یکی از روستاهای کوهستانی بخش جناح شهرستان بستک در غرب استان هرمزگان  در جنوب ایران است. این روستا در پایهٔ کوه گاه‌بست واقع شده‌است. این روستا در شمال کوهیج قرار دارد.

## جمعیت
جمعیت روستای گره کوه  برابر (۲۹ خانوار)  و ۶۵ نفر می‌باشد، 
که از اهل سنت و از شاخه شافعی هستند یعنی از پیروان امام محمد ادریس شافعی می‌باشند و به زبان فارسی  و به گویش محلی  تکلم می‌کنند.
و دارای ۲ باب آب‌انبار برکه  و یک باب مسجد است.

## پیشهٔ مردم
پیشهٔ مردم روستا دامداری و کشاورزی است.
دارای ۲۰۰ اصله نخل خرما  و ۵۰ من زمین  زیر کشت دیم   می‌باشد. اقتصاد گره کوه  بر پایهٔ کشاورزی و دامپروری استوار می‌باشد که کشاورزان آن به دلیل کمبود زمین  در روستا در روستاهای مجاور مشغول به کار می‌باشند. 

## محصولات
عمدهٔ محصولات جو و گندم، خرما  و مقداری   پیاز  و خضروات  است.